# Ameridelphia
Siêu bộ thú có túi châu Mỹ (Danh pháp khoa học: Ameridelphia) theo truyền thống được phân loại là một siêu bộ động vật bao gồm tất cả các loài thú có túi sống ở châu Mỹ trừ các loài Monito del monte (Dromiciops gliroides) thuộc chi Dromiciops. Siêu bộ này bây giờ được coi là một nhóm cận ngành (paraphyletic).

## Phân loại
Siêu bộ này gồm 02 bộ lớn với 02 họ, tổng cộng có 100 loài:
- Siêu Bộ Ameridelphia
  - Bộ Didelphimorphia: Gồm 93 loài
    - Họ Didelphidae: Thú có túi Opossums

  - Bộ Paucituberculata (gồm 7 loài)
    - Họ Caenolestidae: Chuột chù Opossum

## Tiến hóa
Hiện nay, các động vật có vú hiện đại được hiểu là có một nguồn gốc từ dòng giống ở Nam Mỹ ban đầu mà sau này đã di cư đến Úc và đa dạng hóa ở đó trong một bức xạ sinh học thích ứng to lớn. Dữ liệu phân tử, bao gồm phân tích các vị trí đặc trưng trong DNA nhân tạo của một loạt các loài thú có túi và các bằng chứng hóa thạch cho thấy siêu bộ Ameridelphia có thể được hiểu là một cấp tiến hóa.
Kể từ khi siêu bộ thú có túi châu Úc (Didelphimorphia) xuất hiện là nhóm đáy của Basal, nó và siêu bộ Paucituberculata dường như không phải là họ hàng gần nhất. Trong khi đó, các loài Euaustralidelphia chưa được đánh giá đã được đề xuất làm tên cho các loài thú túi Úc (Australidelphia trừ Microbiotheria, trong đó Dromiciops là những loài sống sót duy nhất), tất cả đều có nguồn gốc từ một thuộc địa duy nhất ở Nam Mỹ qua Nam Cực.